# Ecphylus
Ecphylus is een geslacht van insecten uit de orde vliesvleugeligen (Hymenoptera) en de familie schildwespen (Braconidae).

## Soorten
- E. alboapicalis Belokobylskij, 1993
- E. alboapiculus Marsh, 2002
- E. arcuatus Muesebeck, 1935
- E. arephini Belokobylskij, 1993
- E. bicolor Rohwer, 1913
- E. blancheae Marsh, 2002
- E. brevitergum Belokobylskij, 1993
- E. californicus Rohwer, 1913
- E. caudatus Ruschka, 1916
- E. conformis Belokobylskij, 2009
- E. costaricensis Matthews, 1969
- E. chramesi Marsh, 1965
- E. eccoptogastri (Ratzeburg, 1848)
- E. fasciolus Marsh, 2002
- E. fascipennis (Ashmead, 1894)
- E. flavisomus Marsh, 2002
- E. flavus Marsh, 1965
- E. fournieri Marsh, 2002
- E. gauldi Marsh, 2002
- E. hahajimus Belokobylskij & Maeto, 2008
- E. hansoni Marsh, 2002
- E. hattorii Kono & Watanabe, 1935
- E. hespenheidei Marsh, 2002
- E. hicoriae Rohwer, 1919
- E. hubbardi Rohwer, 1913
- E. hylesini (Ratzeburg, 1852)
- E. hypothenemi Ashmead, 1896
- E. janzeni Marsh, 2002
- E. kansensis Marsh, 1965
- E. konishii Belokobylskij, 2009
- E. lamellus Marsh, 2002
- E. laselvus Marsh, 2002
- E. leechi Marsh, 1965
- E. leptosulcus Marsh, 1965
- E. lepturgi Rohwer, 1913
- E. leukocoxalis Marsh, 2002
- E. lissoprotomus Marsh, 2002
- E. lycti Rohwer, 1913
- E. medianus Belokobylskij, Iqbal & Austin, 2004
- E. melinus Marsh, 2002
- E. micrommatus Marsh, 2002
- E. minutus Marsh, 2002
- E. nigriceps Ashmead, 1896
- E. oculatus Muesebeck, 1960
- E. optilus Marsh, 1965
- E. pacificus Marsh, 1965
- E. pallidus Ashmead, 1896
- E. parvus Marsh, 2002
- E. pinicola Hedqvist, 1967
- E. propodealis Marsh, 2002
- E. rohweri Muesebeck, 1935
- E. schwarzii (Ashmead, 1900)
- E. silesiacus (Ratzeburg, 1848)
- E. sollus Marsh, 2002
- E. spinatus Marsh, 2002
- E. striatus Marsh, 2002
- E. subtropicalis Belokobylskij, 2009
- E. terminalis (Ashmead, 1894)
- E. texanus Brues, 1907
- E. topali Papp, 1993
- E. unifasciatus Marsh, 1965
- E. variabilis Marsh, 2002
- E. werneri Fahringer, 1924